# پالستینا (استان پودلاسکی)
پالستینا (به لهستانی:  Palestyna) یک روستا در لهستان است که در گمینا کوژنگتسا واقع شده‌است.